# Musée acadien (Université de Moncton)
Pour les articles homonymes, voir Musée acadien.
Le Musée acadien est un musée situé à l'Université de Moncton, dans la ville éponyme, au Nouveau-Brunswick (Canada).
C'est le plus important et le plus ancien musée de la sorte au Monde. Il a en effet été fondé en 1886 au Collège Saint-Joseph de Memramcook.
C'est grâce à des sollicitations par le Moniteur Acadien que le fondateur du Musée, reconnu pour mener à bien ses projets avec détermination et ténacité, réussit à monter très rapidement une belle collection. Les objets sont exposés dans « une des plus belles salles du collège ».
Lors de l'inauguration du Monument Lefebvre en 1898, le Musée y est transféré. Mais le besoin grandissant d'espace pour des laboratoires oblige le Musée à chercher asile ailleurs.
En 1914, le Musée retourne au troisième étage du Collège Saint-Joseph. La construction de la chapelle (terminée en 1932) devait donner au Musée un local définitif, soit une salle parallèle à la bibliothèque. Malheureusement, en 1933, un incendie vient paralyser l'essor du musée. Par contre, sans ce déménagement, la collection du Musée n'aurait pas été épargnée. La collection entière est entreposée à partir de ce moment, jusqu'au déménagement à Moncton.
En 1953, une partie des effectifs sont transférés à Moncton. L'achat du nouveau local sur la rue Church, que l'on pensait assez grand, se révèle trop restreint. Encore une fois, ils sont obligés de reléguer les collections à l'entreposage.
En 1963, le Musée acadien déménage sur le campus de l'Université de Moncton. La moitié du sous-sol de la bibliothèque est consacrée au Musée. Et une partie pour la galerie d'art (GAUM) ainsi qu'une partie pour la salle d'entreposage de ces collections.
Le Musée, relégué aux oubliettes depuis 20 ans, peut enfin sortir au grand jour. C'est à ce moment que le Musée prend sa forme actuelle. En 1980, l'Université de Moncton construit un nouvel édifice, qui respecte les normes muséales, pour y loger le Musée acadien et la Galerie d’art (aujourd’hui Galerie d’art Louise-et-Reuben-Cohen). On rend hommage au père Clément Cormier en nommant cet édifice en son nom.
Aujourd'hui, la collection du Musée dépasse 44 000 objets et photographies. Cette collection représente tous les aspects de la vie des Acadiennes et Acadiens d'autrefois. Le mandat du Musée est de collectionner, rechercher, préserver et démontrer les objets qui touchent à la culture des Acadiennes et Acadiens. Plusieurs objets représentent les métiers que pratiquaient les Acadiennes et Acadiens d'autrefois.
L'exposition permanente L’Aventure acadienne donne aux visiteurs un aperçu de l'histoire des Acadiens ainsi que de la vie quotidienne des Acadiens d'autrefois grâce à une gamme d'objets qui y sont exposés. La salle d'exposition temporaire permet de présenter des expositions itinérantes qui viennent de différents musées ainsi que des expositions montées à partir de la riche collection du MAUM. Cette collection est accessible aux chercheurs qui désirent se renseigner davantage sur le patrimoine acadien.